# Morderczynie
Morderczynie – polski serial kryminalny w reżyserii Kristoffera Rusa oparty na powieści Polskie morderczynie autorstwa Katarzyny Bondy. Premiera serialu na platformie VOD Viaplay odbyła się 27 października 2023.

## Fabuła
Policjantka Karolina Keller (Maja Pankiewicz) usiłuje wyjaśnić zagadkę tajemniczego zaginięcia swojego ojca (Tomasz Schuchardt) i odkrywa kolejne tajemnice ukrywane przez jej rodzinę od lat.

## Obsada

### Główna
- Maja Pankiewicz jako sierżant Karolina Keller
- Eliza Rycembel jako Ewa, siostra Karoliny
- Mateusz Kmiecik jako policjant Michał Król
- Izabela Kuna jako Irena Keller, matka Karoliny i Ewy

### Drugoplanowa i gościnna
- Tomasz Schuchardt jako Grzegorz Keller, ojciec Karoliny i Ewy
- Adam Turczyk jako Tomek Cybulski
- Katarzyna Obidzińska jako policjantka Hania
- Robert Gulaczyk jako podinspektor Klemens Wach
- Zuzanna Mikołajczyk jako Jagoda Szymula
- Roma Gąsiorowska jako Joanna Wencel
- Anna Nehrebecka jako Danuta, babcia Karoliny i Ewy
- Grzegorz Przybył jako inspektor Danecki
- Marcin Stec jako Olgierd, mąż Ewy
- Łukasz Konopka jako naczelnik Zbyszek
- Jacek Grondowy jako Jan Szymula, ojciec Jagody
- Karol Bernacki jako policjant „Pielgrzym”
- Karol Biskup jako policjant „Stalowy”
- Katarzyna Gałązka jako więźniarka Blanka
- Kamila Urzędowska jako więźniarka Adriana
- Joanna Niemirska jako pracownica domu pogrzebowego
- Leon Charewicz jako jasnowidz Dariusz
- Tomasz Sapryk jako nauczyciel Gardyński
- Michał Filipiak jako Staszek Janczak
- Norbert Rakowski jako mecenas Sawicki
- Katarzyna Kołeczek jako żona Klemensa Wacha
- Magdalena Popławska jako prokurator
- Antonina Bonecka jako Marta, córka Ewy
- Michalina Bonecka jako Agata, córka Ewy
- Matylda Paszczenko jako strażniczka Renata

## Odbiór
Serial zyskał pozytywne recenzje dziennikarzy i recenzentów za ciekawie przedstawioną i rozpisaną historię i klimat, a także za dobre kreacje aktorskie głównej obsady oraz portretowanie kobiet z różnych środowisk.

## Dystrybucja
Premierowo serial zadebiutował na platformie Viaplay 27 października 2023 roku. 30 listopada 2023 dołączył do oferty serwisu Netflix, gdzie w ciągu kilku dni od udostępnienia stał się jedną z najchętniej oglądanych propozycji. 8 marca 2024 roku serial pojawił się na kolejnej platformie VOD należącej do koncernu Warner Bros. Discovery – Playerze.
Emisja telewizyjna serialu odbywała się na antenie ogólnopolskiej stacji TVN w jesiennej ramówce 2024, w okresie od 2 września do 7 października, w poniedziałki o godz. 22:35.